# نصير النهر
نصير حسن النَّهر (1943) شاعر وصحفي عراقي. ولد في الصويرة من محافظة واسط ونشأ بها وحصل على الثانوية العامّة. عمل في الصحافة واشتغل بالسياسة فتعرّض للاعتقال والسجن والفصل من المدرسة. هو شقيق الشاعرة حياة النهر.

## سيرته
ولد نصير حسن كاظم النهر في الصويرة من محافظة واسط سنة 1943. أكمل دراسته الأولى فيها ثم أكمل الثانوية في بغداد، وتعد أسرته من بيت الرئاسة في قبيلة زبيد وكان والده أحد رؤسائها، واتجه في شبابه إلى العمل الوطني، فعانى كثيرًا، واعتقل وسجن عدة مرات، وفصل من المدرسة لأول مرة عام 1953. وفي ظل معاناته كتب القصائد الكثيرة التي ألف منها ديوانًا خاصًا أرسله إلى بيروت لطبعه في إحدى دور النشر. لكنه فقد أثناء الحرب الأهلية في أواسط سبعينيات.

عمل في الصحافة في البلاد والتآخي والنور ثم مجلة ألف باء وجريدة الجمهورية وعين سكرتيرًا لتحرير وأبدع كتابة التقرير الإخباري السياسي - المحايد المنحاز = منذ سنة 1980. وأذيعت له عشرات التقارير في الإذاعات العربية والأجنبية. هو عضو اتحاد الأدباء ونقابة الصحفيين. ويقيم في بغداد وزوجته هي ندى النهر وشقيقتها حياة النهر.

## مؤلفاته
- من حديث الذكريات، احاديث وصوراً وذكريات ووثائق عن العراق خلال الفترة الممتدة من عام 1947 حتى 1954،